# Rue du Renard (Paris)
Pour les articles homonymes, voir Rue du Renard.
La rue du Renard se situe dans le 4e arrondissement de Paris, dans le quartier administratif Saint-Merri (13e quartier) et dans le quartier historique du Marais.

## Situation et accès
Ce site est desservi par les stations de métro Hôtel de Ville et Rambuteau.

## Origine du nom
La rue du Renard porte le nom d’une ancienne enseigne avec un « Renard-qui-Prèche ».

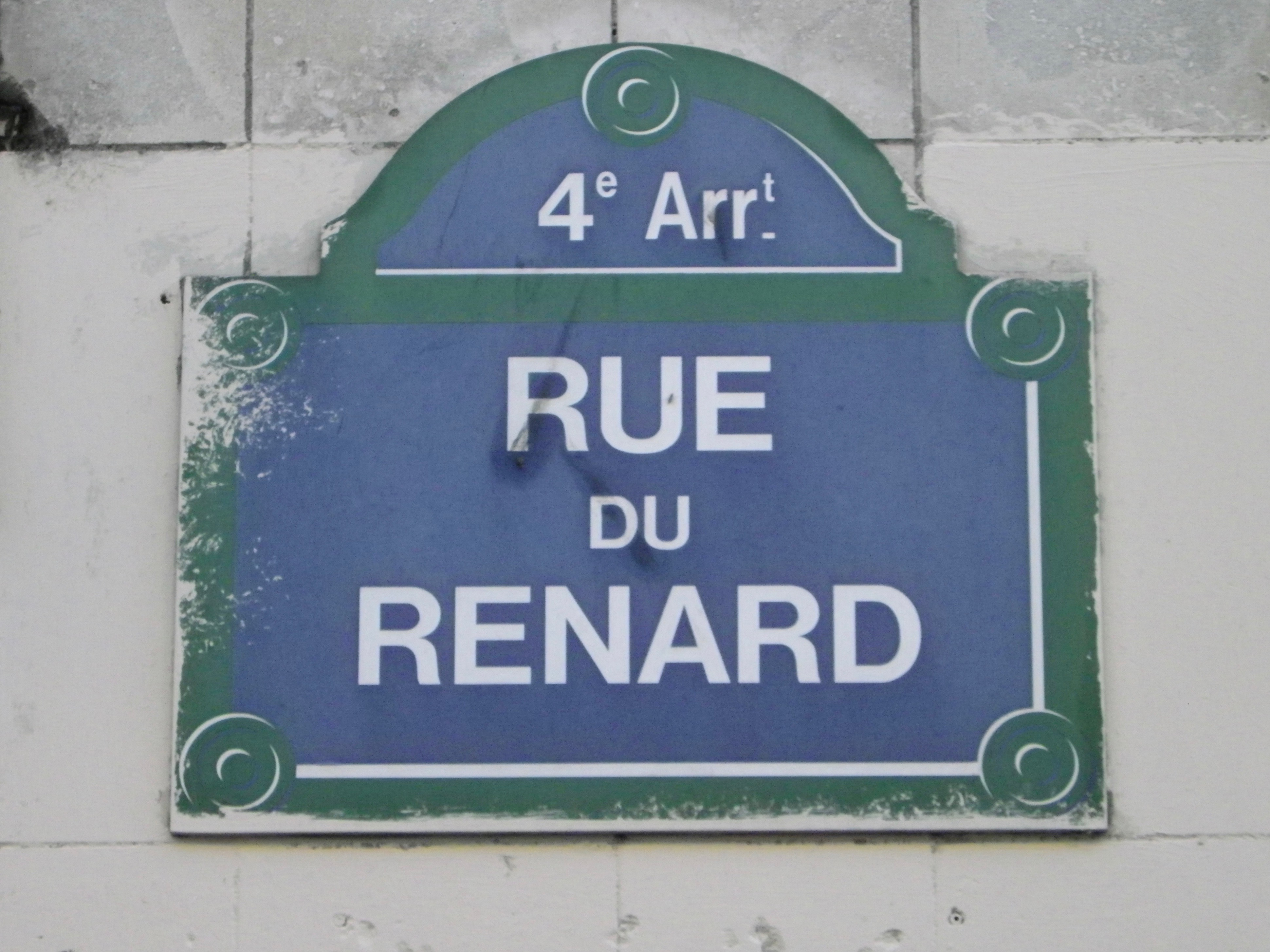
Plaque de rue de la rue du Renard.
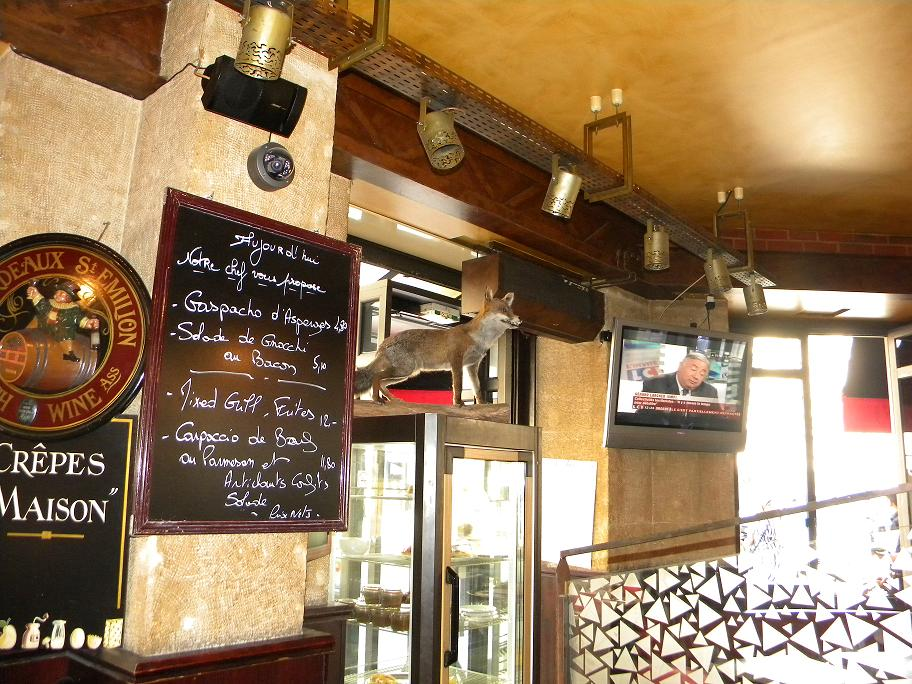
Le renard empaillé de la Brasserie Le Renard, sise 6, rue du Renard.

## Historique
De 1185 à 1512, on trouve cette voie dans divers titres, sous le nom de « cour Robert-de-Paris ». Elle est citée dans Le Dit des rues de Paris, de Guillot de Paris, sous le nom de « cour Robert-De-Paris ».
Sur un plan manuscrit de 1512, elle est écrite « cour Robert », autrement dite « cour du Renard ».
À partir de 1558, Gilles Corrozet appelle cette rue sous les noms de « rue du Renard-qui-Prèche » et « rue du Regnard-qui-Prèche ».
Elle porte ensuite le nom, plus simple, de « rue du Renard », avant de lui rajouter le complément « Saint-Merri », devenant la « rue du Renard-Saint-Merri », le quartier dans lequel elle se trouvait, afin de la différencier de la rue du Renard-Saint-Sauveur.
Une décision ministérielle du 13 ventôse an VII (3 mars 1799) signée François de Neufchâteau fixe la largeur de cette voie publique à 7 mètres.
Cette largeur est portée à 10 mètres en vertu d'une ordonnance royale du 6 mai 1836 qui fit disparaitre la plupart des vieilles bâtisses ; des hôtels particuliers s'élevèrent à leur place.
La rue du Renard actuelle, formée en 1868, résulte de la fusion des deux rues :
- entre la rue de Rivoli et la rue de la Verrerie : la « rue de la Poterie-des-Arcis » ;
- entre la rue de la Verrerie et la rue Saint-Merri : la « rue du Renard-Saint-Merri ».

En 1899, la rue est prolongée une première fois jusqu'à la rue Pierre-au-Lard puis en 1909, une seconde fois, jusqu'à la rue Simon-le-Franc.
La rue du Renard et la rue Beaubourg forment un axe unique.

## Bâtiment remarquables et lieux de mémoire
- Nos 8-10 : construit par François-Adolphe Bocage et inscrit comme « Immeuble Remarquable » dans le secteur sauvegardé du Marais[2], il accueille, depuis 2019, le siège social du groupe Technicolor.
- No 11 : maison patricienne médiévale. Les caves sur deux niveaux sont remarquables avec un décor soigné, dont un chapiteau orné de feuilles de figuier et comprenant un puits, l'ensemble s'étendant sur une superficie de près de 200 m2. Au Moyen Âge, le seuil de la maison était à quarante centimètres au-dessous du niveau du trottoir actuel[3]. La façade, remaniée aux XVIIe et XVIIIe siècles, a révélé lors d'un ravalement les restes de baies gothiques et d'un oculus au départ d'un pignon aujourd'hui disparu[4].
- No 12 : en 1900, l'hôtel de Pomponne cède ses terrains situés à cette adresse au Syndicat de l'épicerie française (immeuble réalisé par les architectes Édouard Bauhain et Raymond Barbaud). Au début des années 1980, les activités du syndicat sont transférées dans une autre partie du bâtiment. La salle du rez-de-chaussée est alors transformée en théâtre : le théâtre de l'Épicerie jusqu'en 1986, le Roseau Théâtre jusqu'en 1993. En 1994, il devient le théâtre du Renard.
- Nos 14-16-18 : Immeuble de l’école Saint-Merri, au coin de la rue Saint-Merri. Cet immeuble audacieux (en porte-à-faux sur une montée pour véhicules automobiles) a été conçu par les architectes Alain Gamard, Daniel Lombard et Édouard-Marc Roux en 1972[5],[6]. Le passage piétonnier situé entre l'édifice et la sortie du tunnel du parking du centre Pompidou a pris le nom de parvis Élise-et-Célestin-Freinet.
  - Nos 16 : la piscine Marie-Marvingt (anciennement piscine Saint-Merri)
  - Nos 16 : l’école Saint-Merri, une école communale de la Ville de Paris.
  - Nos 18 : les bains-douches municipaux Saint-Merri, qui abritent une des dix-sept douches municipales de Paris, homonymes des anciens bains-douches municipaux Saint-Merri du 33, rue Saint-Merri (la façade de ce dernier bâtiment aujourd’hui attribué à l’IRCAM mentionne toujours son ancienne destination).

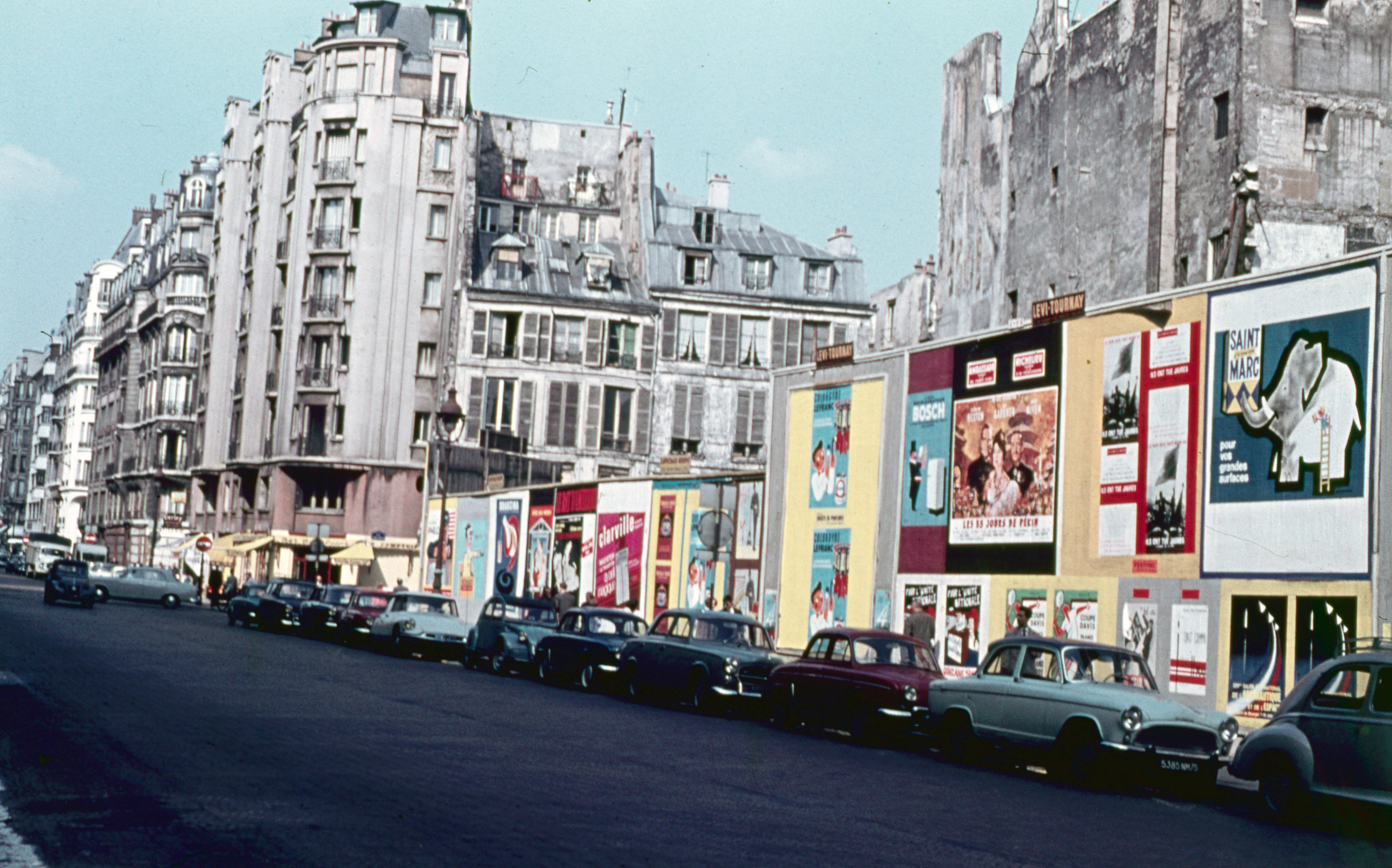
Emplacement de l’immeuble de l’école Saint-Merri en 1963, entouré de palissades.

- No 21 : Maison de l’île de la Réunion, depuis 2015[7].
- No 28 : emplacement de la fontaine marchande du cloître Saint-Merri[8].

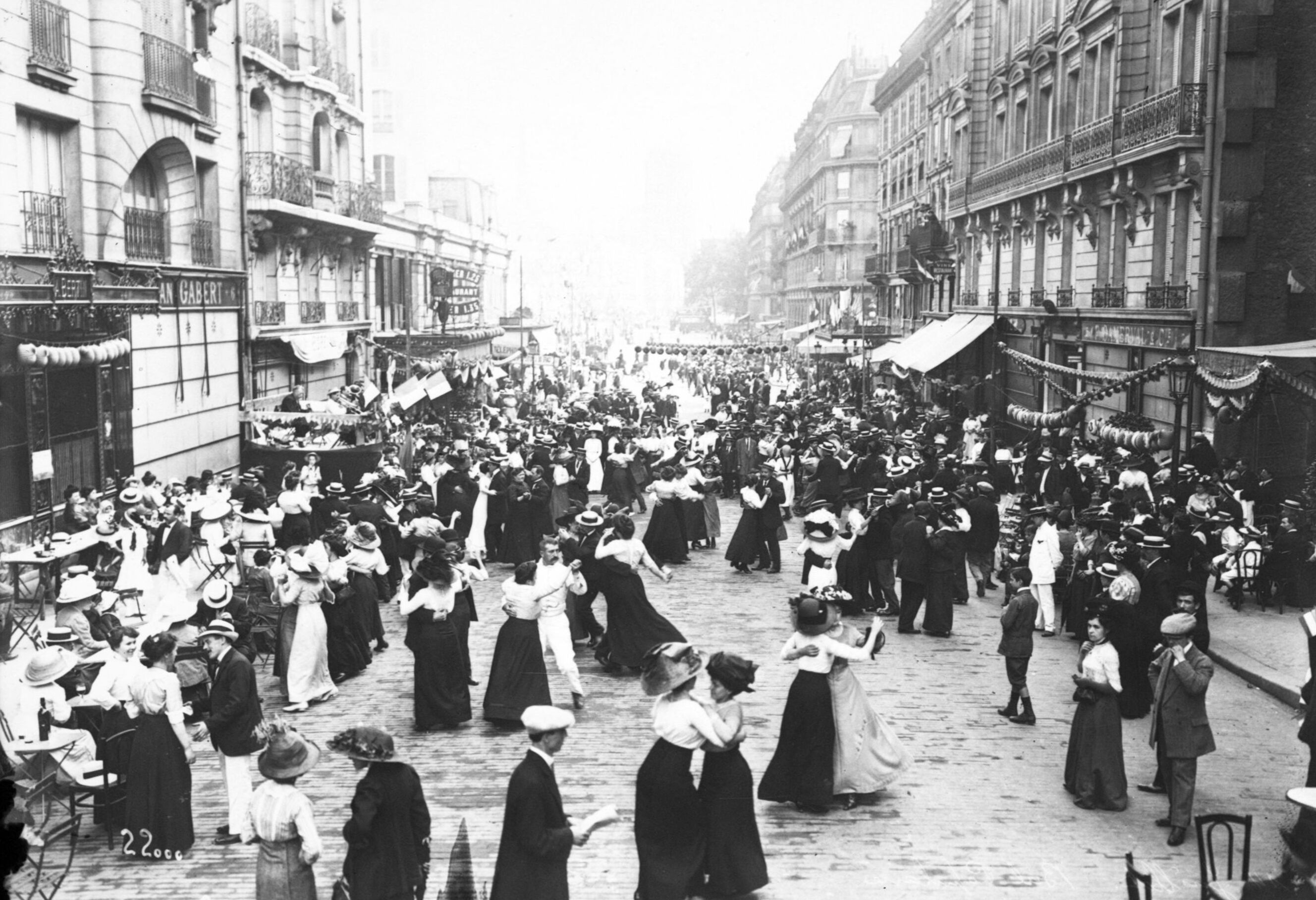
Bal populaire du 14 juillet 1912 devant le no 6 de la rue du Renard, photographie de l'agence Rol.
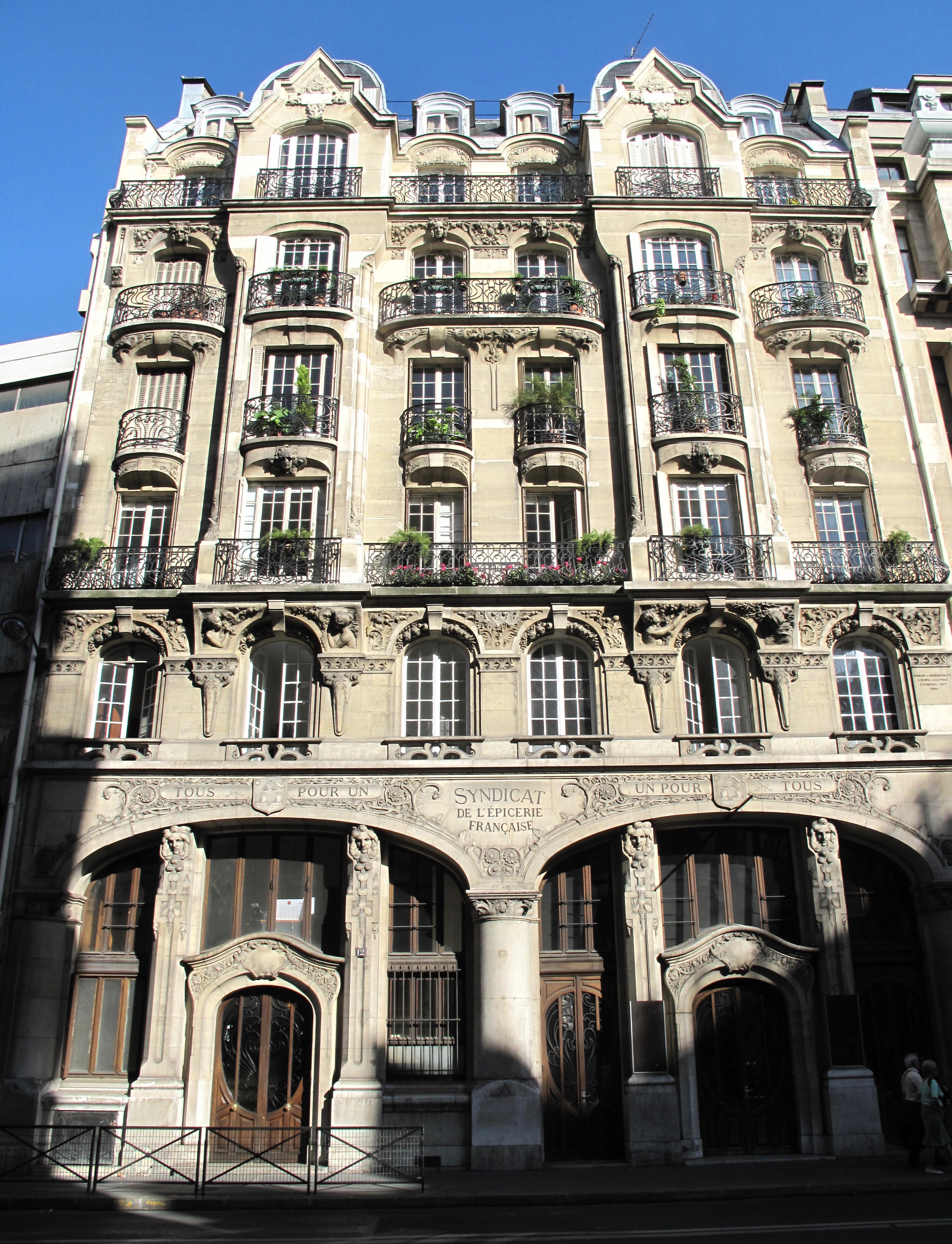
No 12, immeuble du Syndicat de l'épicerie française.
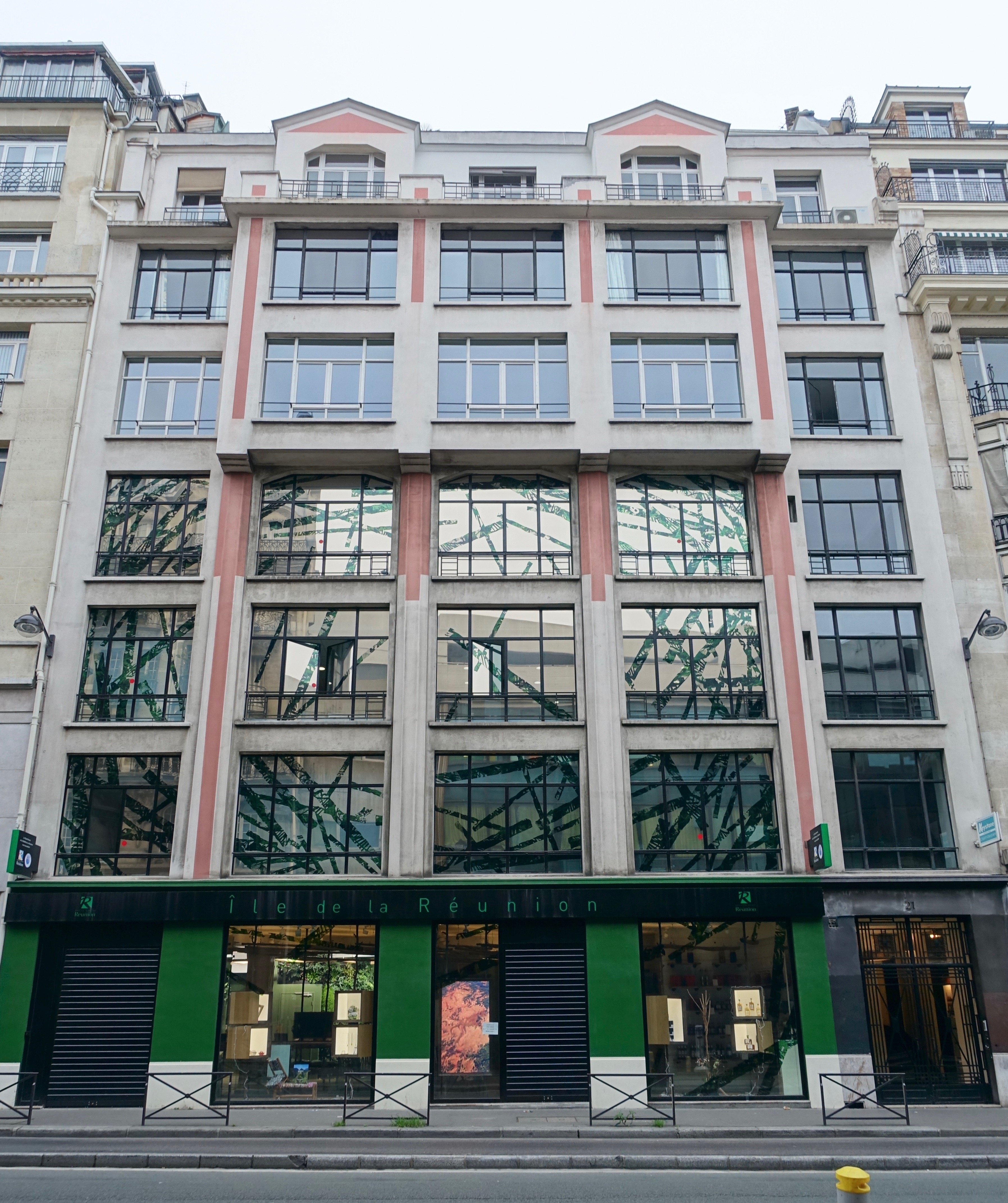
No 21, Maison de l’île de la Réunion.
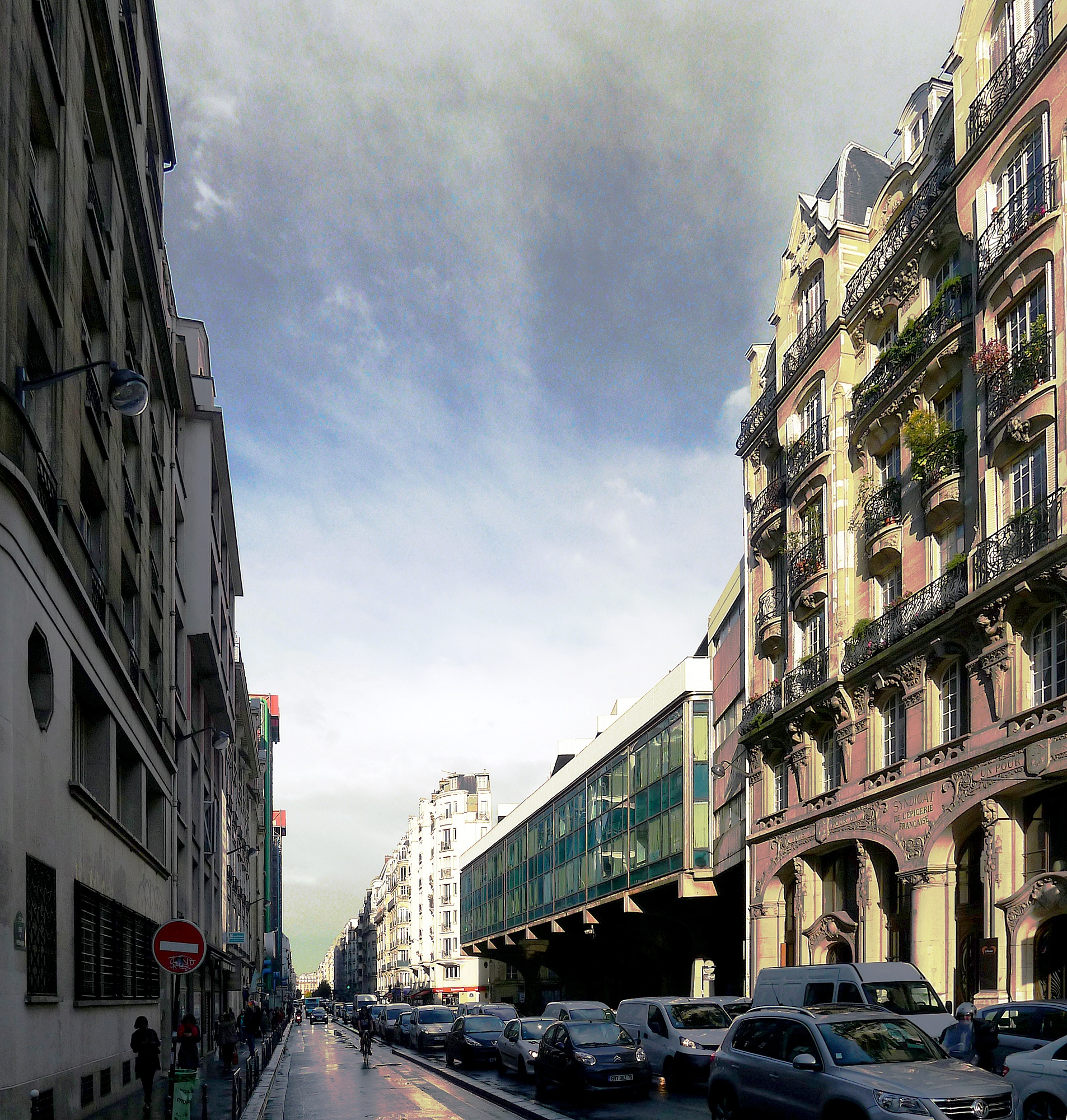
La rue du Renard vue en direction de la rue Beaubourg qui la prolonge vers le nord.